# ریمی بالتیک
ریمی بالتیک (انگلیسی: Rimi Baltic) شرکت خرده‌فروشی لتونیایی است، که در سال ۲۰۰۴ تأسیس شد.